# Монокл
Монокл је врста округлог оптичког стакла које се ставља на једно око. Састоји се од оптичког сочива оивиченог у облику круга и канапа или жице за који је закачено. Најпопуларнији је био крајем 19. и почетком 20. века када су га углавном носили имућнији људи.